# 车公庄
39°55′57″N 116°21′16″E / 39.932365°N 116.354424°E

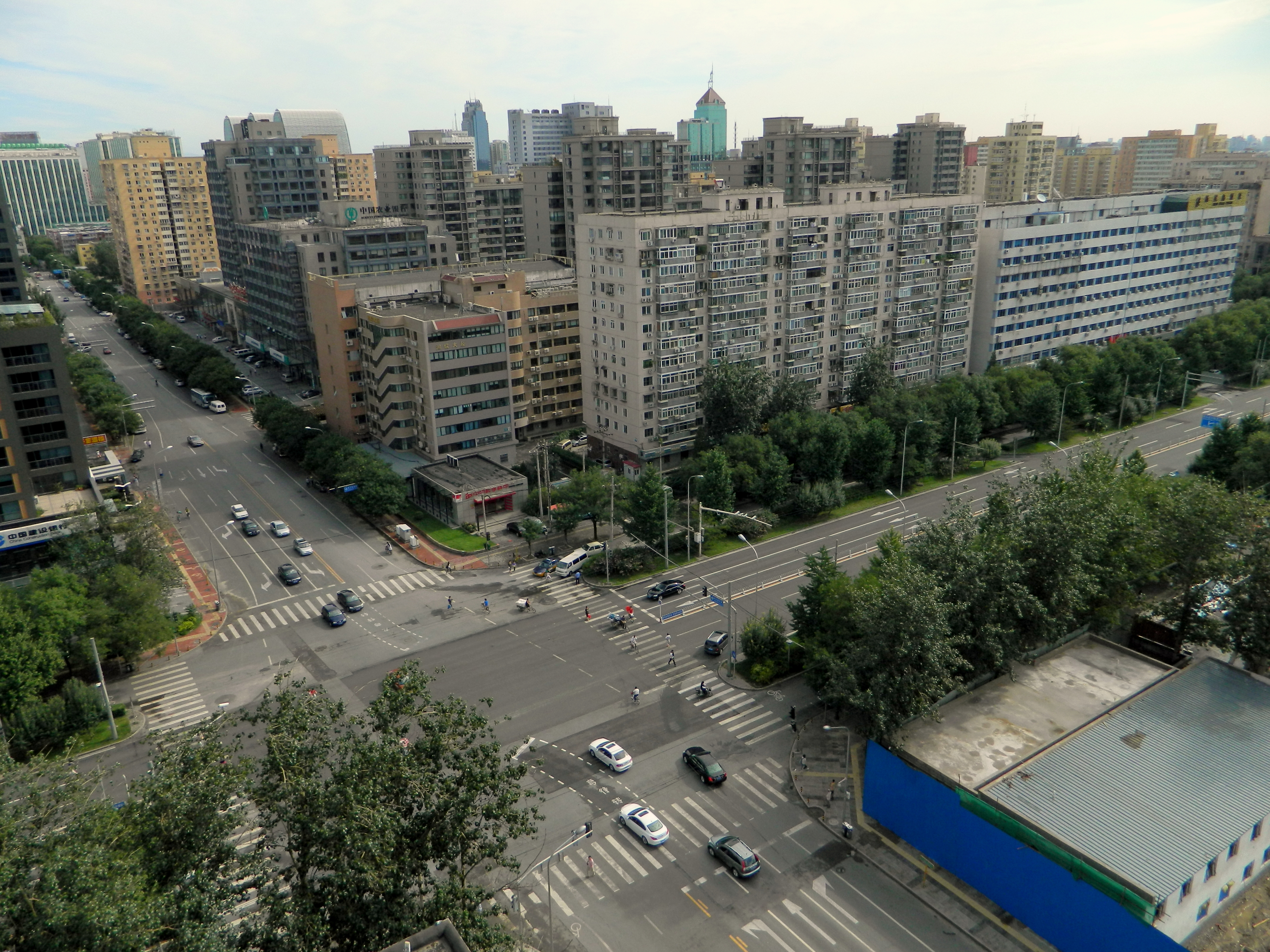
车公庄大街与车公庄北街交叉处

车公庄位于北京市西城区，原名叫车轱辘庄，后谐音为车公庄。现在是平安大街西边的起点。
车公庄位于城墙之外，过去这一片有许多坟地，目前留下的比较有名的有：
- 利玛窦墓[1]：利玛窦是明万历年间来京的意大利传教士，利玛窦墓位于车公庄大街路南北京行政学院（原中共北京市委党校）院内。
- 汤若望墓[1]：车公庄大街6号院内。

北京的城墙在车公庄这一带是容易倒塌的一段，是屡修屡倒，原因可能是车公庄到德外大街一线有一条地层断裂带，这段潮软地基上修筑城墙经常会倒塌。
中华人民共和国建国后，在车公庄建起北京新华印刷厂、中共北京市委党校（现北京行政学院）。